# Befehlstaste

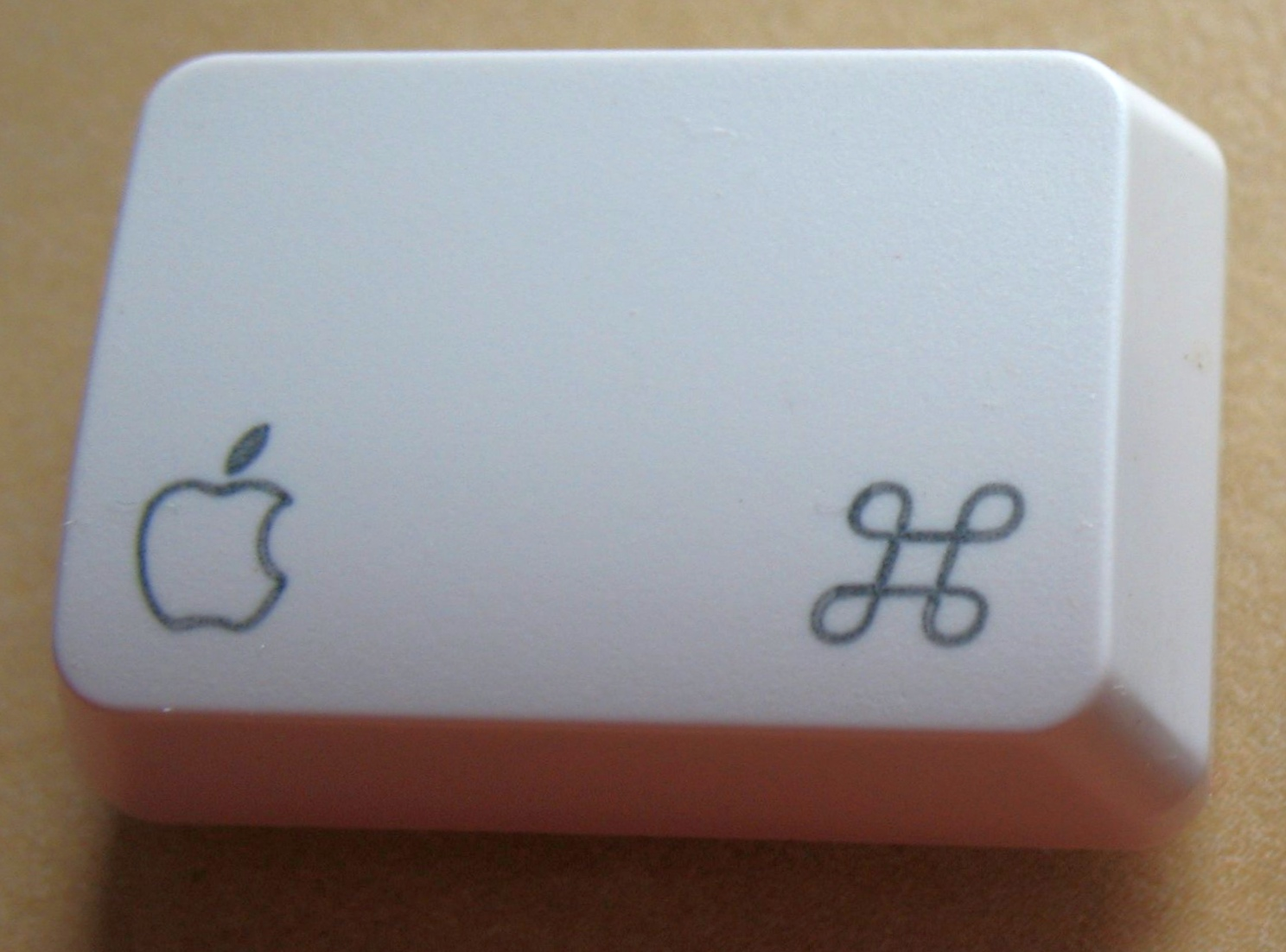
Befehlstaste mit „weißem“ (nicht gefülltem) Apple-Logo und Schleifenquadrat

Die Befehlstaste ist unter dem Betriebssystem macOS (bzw. historisch Mac OS) eine sogenannte Sondertaste auf Tastaturen und die primäre Taste zum Auslösen von Befehlen mithilfe von Tastenkombinationen. Die Befehlstaste entspricht der Betriebssystemtaste (‚Operating System Key‘), wie sie in der internationalen Normreihe ISO/IEC 9995-7:2009 genormt ist und der das Schleifenquadrat (⌘) als Symbol zugeordnet ist (siehe Abschnitt Geschichte). 
Unter Windows wird die Taste als Windowstaste interpretiert und verwendet. Andersherum wird die Windowstaste üblicher PC-Tastaturen unter macOS als Befehlstaste interpretiert und verwendet. Unter Linux kann sie unter anderem als Supertaste oder Metataste verwendet werden.
Die Beschriftung der Taste wurde im Laufe der Zeit immer wieder geändert: command, cmd, ⌘,  und Kombinationen daraus. Obwohl „Befehlstaste“ die von Apple verwendete offizielle Bezeichnung ist, hat es nie eine deutsche Apple-Tastatur gegeben, in der die Befehlstaste mit „Befehl“ beschriftet war.
Aufgrund ihrer traditionellen Beschriftung mit der Kontur des Apple-Logos wird sie umgangssprachlich auch als Apfeltaste bezeichnet. Weil sie mit dem Schleifenquadrat beschriftet ist, wird die Taste umgangssprachlich auch als Blumenkohltaste, Kleeblatttaste oder Propellertaste bezeichnet.

## Befehlstaste auf Tastaturen
Je nach Modell hat eine sogenannte Apple-Tastatur (Tastatur von Apple oder einem Dritt-Hersteller explizit für die Verwendung mit dem Mac-Betriebssystem) eine oder zwei Befehlstasten, jeweils direkt neben der Leertaste. Daneben liegt jeweils außen eine Wahltaste. Bei üblichen PC-Tastaturen sind die beiden Tasten mit den Scancodes von Befehlstaste (Windowstaste) und Wahltaste (Alt-Taste) vertauscht.

## Geschichte

Schleifenquadrat nach IEC 60417

Auf Apples frühesten Computermodellen, dem Apple I von 1976, dem Apple II von 1977 und dem Apple II+ von 1979 gibt es eine solche Taste nicht. Sie taucht erstmals auf den 1980 erschienenen Apple III und den 1983 bzw. 1984 erschienenen Apple IIe und Apple IIc

auf. Diese Rechner haben zwei solche Tasten, die offener und geschlossener Apfel genannt werden. Sie sind auf den Tasten durch einen nur im Umriss gezeichneten und einen voll ausgefüllten Apfel dargestellt. Die Tasten waren intern genauso verdrahtet wie die beiden Tasten am Joystick (dies weil die Apple-Tastatur nicht mit Scancodes, sondern direkt mit ASCII-Codes arbeitete, und den Joystick-Tasten kein ASCII-Code zugeordnet werden kann).
Die Apple Lisa hatte nur eine solche Taste, mit dem „geschlossenen“ Apfelsymbol. Aus dem geschlossenen Apfel wurde später beim Macintosh die Wahltaste.

Schwedisches Verkehrszeichen H22: Sehenswürdigkeit

1984 erschien mit dem Macintosh zum ersten Mal das noch heute verwendete Schleifenquadrat (⌘) auf der Taste, zunächst ohne das Firmenlogo, den Apfel. Zuerst sollte durch die Verwendung eines speziellen, auf dem Bildschirm für keinen anderen Zweck verwendeten Symbols die eindeutige Zuordnung von Tastaturbefehlen und Menüpunkten erreicht werden. Die Verwendung des Firmenlogos zur Kennzeichnung von Tastaturkürzeln auf dem Bildschirm gefiel Apple-Mitbegründer Steve Jobs wegen der allzu häufigen Verwendung nicht; er fürchtete eine Entwertung des Logos durch inflationären Gebrauch. Daraufhin fand die bei Apple tätige Designerin Susan Kare das schwedische Hinweiszeichen für Sehenswürdigkeiten in einem internationalen Symbollexikon. Dieses Zeichen ist seit 2012 (Amendment 1 des Standards ISO/IEC 9995-7:2009) international als Tastatursymbol „operating system key“ für eine Taste genormt, deren Funktion dem verwendeten Betriebssystem freigestellt ist.
Im Jahre 1986 führte Apple den Apple IIgs ein, der erstmals über den neuen Apple Desktop Bus zum Tastatur- und Mausanschluss verfügte. Denselben Bus wiesen ab diesem Zeitpunkt auch die neuen Macintosh-Modelle auf. Apples Tastaturen wurden dadurch austauschbar zwischen der Apple-II-Baureihe und der Macintosh-Baureihe. Die selten verwendete geschlossene Apfeltaste wurde auf dem IIgs wie zuvor auf dem Macintosh in „Option“ umbenannt, aber die offene Apfeltaste musste erhalten bleiben, da viele Apple-II-Programme diese verwendeten und auch so benannten; andernfalls wäre Verwirrung der Benutzer vorbestimmt gewesen. Daher erhielten die neuen Tastaturen auf ihrer Befehlstaste beide Symbole, den „offenen Apfel“ der Apple-II-Reihe und auch das „Kleeblatt“ der Mac-Reihe. Diese Kombination blieb auch erhalten, als die Apple-II-Reihe 1993 eingestellt wurde.

## Verwendung
Unter macOS wird die Befehlstaste für Tastenkombinationen zum Auslösen von Befehlen verwendet. In Menüs etc. wird das Zeichen „⌘“ verwendet, um anzuzeigen, dass die Befehlstaste als Teil einer Tastenkombination gedrückt werden soll.
Apple definierte in den frühen 1980er-Jahren die Human Interface Guideline als Vorgabe für die konsistente Gestaltung von Benutzeroberflächen, die im aktuellen macOS nach wie vor Anwendung finden. So ist beispielsweise die wohl bekannteste Tastenkombination ⌘ + Q immer noch aktuell und führte schon 1984 auf den ersten Macintosh zum Beenden des aktuellen Programms.

### Navigation
In Texten lässt sich die Befehlstaste zur schnellen Navigation mit der Eingabemarke nutzen:
- ⌘ + ← / →: Die Eingabemarke springt einen Absatz vor/zurück.
- ⌘ + ↑ / ↓: Die Eingabemarke springt zum Anfang/Ende des Textes.

Im Finder dient die Befehlstaste zur schnellen Navigation in der (hierarchischen) Ordnerstruktur.
Bei Verzeichnissen („Ordnern“):
- ⌘ + ↑ / ↓: Vom ausgewählten Objekt gelangt man höher/tiefer in die Ordnerstruktur.

Bei der Anwendung auf Dateien:
- ⌘ + ↓: Die ausgewählte Datei wird geöffnet.

### Mausaktionen
- Führt man Drag and Drop mit gedrückter Befehls- und Wahltaste aus, so wird nicht verschoben, sondern ein Alias des Objekts am Ziel erstellt. Im klassischen Mac OS ist diese Funktion seit Mac OS 8.0 integriert.
- Ein im Hintergrund befindliches Fenster eines Programms kann bei gedrückter Befehlstaste verschoben und bedient werden, ohne dass das zugehörige Programm aus dem Hintergrund geholt (d. h. aktiviert) wird.
- Finder: Klickt man bei gedrückter Befehlstaste in den Namen eines Finderfensters, so öffnet sich ein Menü mit der Darstellung des aktuellen Verzeichnispfades. Klickt man bei gedrückter Befehlstaste auf ein Objekt in der Seitenleiste eines Finderfensters, wird das Objekt in einem neuen Fenster (bzw. seit OS X Mavericks in einem neuen Tab) geöffnet; das vorherige bleibt offen.
- Dock: Klickt man bei gedrückter Befehlstaste auf ein Docksymbol, wird im Finder daraufhin der das Objekt enthaltene Ordner geöffnet.
- Safari: Klickt man mit gedrückter Befehlstaste auf einen Link, wird dieser in einem neuen Tab geöffnet.

## Trivia

Das neue Design der Befehlstaste im MacBook Pro Unibody

Im Zuge der Modelleinführung eines neuen iMacs am 7. August 2007 wurde auch eine neue Tastatur, schlicht Apple Keyboard genannt, vorgestellt, welche diese alte Symbolkombination nicht mehr bot.
Nach über 21 Jahren der Nutzung seitens der Mac-Anwender wurde das für diese Taste so typische und namensgebende Firmenlogo aufgegeben und auf deutschen Tastaturen durch „cmd“ ersetzt, innerhalb der USA durch das ausgeschriebene Wort „Command“.
Andere Modelle folgten dieser Änderung mit der jeweiligen Hardwareaktualisierung.
Die Entfernung des Apple-Logos löste einigen Wirbel und eine Online-Protestwelle bei eingefleischten Fans der Apple-Produkte aus, die darin eine unnötige Fortnahme eines liebgewonnenen Designelements sahen.
Auch bei Tastaturen von NeXT gab es die Befehlstaste und teilweise mit dem Mac ähnliche Tastenkombinationen. Auch hier wurde Command ausgeschrieben.

### Apfelzeichen in Zeichenkodierungen
Die Symbole von den alten Tastaturen, der Apfel als Umriss und der ausgefüllte Apfel, wurden von der Linux Assigned Names and Numbers Authority den Codepoints U+F812 bzw. U+F813 in der Zone für private Nutzung der Unicode-Tabelle zugeordnet. Apple selbst hat sein ausgefülltes Logo dagegen in eigenen Schriftarten auf die letzte Stelle dieser Zone, U+F8FF, gelegt.